# Musée Utrillo-Valadon
Le musée Utrillo-Valadon est un musée d'art municipal initialement consacré aux peintres Maurice Utrillo et Suzanne Valadon, situé à Sannois dans le département du Val-d'Oise en France.
Logé dans l'ancienne mairie de la commune, il exposait des toiles d'Utrillo et de sa mère, Suzanne Valadon. À partir d'avril 2010, il ouvre ses portes aux artistes contemporains. Mais en raison de problèmes de structure, le bâtiment ferme en 2014.

## Historique
Le musée ouvre en 1995 dans la villa Rozée, l'ancienne mairie de la commune de Sannois, et présente jusqu'en 2010 34 toiles de Maurice Utrillo (1883-1955) et cinq de sa mère Suzanne Valadon (1865-1938), ainsi que la reconstitution de l'atelier d'Utrillo.
En 2010, le légataire du droit moral du peintre Utrillo, Jean Fabris, rompt avec le musée de Sannois à la suite d'une mésentente avec le maire Yanick Paternotte. Il récupère 18 000 photographies de tableaux et photographies de famille, des documents, dont le journal intime de l'artiste. Les 31 toiles de l'artiste exposées sont reprises par leur propriétaire, collectionneur privé, à la fin du commodat passé entre lui-même et la ville de Sannois, soit en mars 2010.
Trois toiles d'Utrillo ainsi que cinq œuvres de sa mère, Suzanne Valadon, propriétés de la ville, demeurent au musée.
Jean Fabris inaugure à la fin 2009 l'Espace Utrillo à Pierrefitte-sur-Seine, au sein de son futur centre culturel, comprenant une quinzaine de tableaux, 15 000 photographies et de nombreux documents.
À partir de mars 2010, la municipalité de Sannois souhaite ouvrir le musée aux œuvres d'artistes contemporains. Dans le cadre du cycle « Signatures prestigieuses », la ville de Sannois présente en 2010 les œuvres de Jean Hulin, Jean-Pierre Hénaut, Hervé Loilier et de quatre artistes sur le thème du paysage : Neveu, Wacheux, Wagner et Berlincourt. En 2011 sont exposées les œuvres de Jo Plaindoux, Arlette Le More, Antoine Duc avec celles de Frédéric Brigaud, Joël Dabin, du photographe Dominique-André Woisard et du sculpteur Jivko Sedlarski.
Début 2012, la ville de Sannois ouvre le nouveau cycle d'expositions, « Signatures contemporaines » avec, du 29 janvier au 1er avril 2012, une exposition des œuvres de l'artiste sannoisienne Nicole Rousseau-Grolée, accompagnées des sculptures de félins de Danièle Dekeyser, suivie, du 6 mai au 15 juillet, de l'exposition des œuvres du peintre « maxiréaliste » Christian Broutin. Du 7 octobre 2012 au 10 février 2013, ce sont les œuvres de Wojtek Siudmak, peintre hyperréaliste fantastique, qui sont présentées, des peintures et des dessins, en particulier ceux ayant illustré la nouvelle édition polonaise de Dune, exposition accompagnée de maquettes réalisées d'après les dessins de l'artiste, et de costumes de la série Dune prêtés par des collectionneurs privés.
Les œuvres de Maurice Utrillo, Suzanne Valadon et André Utter — le second mari de Valadon —, ainsi que les dons des artistes ayant exposé, sont présentés dans les salles du rez-de-jardin.
En raison de problèmes de structure, le bâtiment ferme en 2014 et la plupart de ses œuvres sont évacuées.

## Accès
Le musée est accessible par le Transilien Paris Saint-Lazare, gare de Sannois.